# Cyphomyrmex
Cyphomyrmex é um gênero de insetos, pertencente a família Formicidae.

## Espécies
- Cyphomyrmex andersoni Mackay & Serna, 2010
- Cyphomyrmex auritus Mayr, 1887
- Cyphomyrmex bicarinatus Snelling & Longino, 1992
- Cyphomyrmex bicornis Forel, 1896
- Cyphomyrmex bigibbosus Emery, 1894
- Cyphomyrmex bruchi Santschi, 1917
- Cyphomyrmex castagnei MacKay & Baena, 1993
- Cyphomyrmex cornutus Kempf, 1968
- Cyphomyrmex costatus Mann, 1922
- Cyphomyrmex daguerrei Santschi, 1933
- Cyphomyrmex dixus Snelling & Longino, 1992
- Cyphomyrmex faunulus Wheeler, 1925
- Cyphomyrmex flavidus Pergande, 1896
- Cyphomyrmex foxi Andre, 1892
- Cyphomyrmex hamulatus Weber, 1938
- Cyphomyrmex kirbyi Mayr, 1887
- Cyphomyrmex laevigatus Weber, 1938
- Cyphomyrmex lectus (Forel, 1911)
- Cyphomyrmex lilloanus Kusnezov, 1949
- Cyphomyrmex longiscapus Weber, 1940
- Cyphomyrmex major Forel, 1901
- Cyphomyrmex minutus Mayr, 1862
- Cyphomyrmex morschi Emery, 1888
- Cyphomyrmex nemei Kusnezov, 1957
- Cyphomyrmex nesiotus Snelling & Longino, 1992
- Cyphomyrmex occultus Kempf, 1964
- Cyphomyrmex olitor Forel, 1893
- Cyphomyrmex paniscus Wheeler, 1925
- Cyphomyrmex peltatus Kempf, 1966
- Cyphomyrmex plaumanni Kempf, 1962
- Cyphomyrmex podargus Snelling & Longino, 1992
- Cyphomyrmex rimosus (Spinola, 1851)
- Cyphomyrmex salvini Forel, 1899
- Cyphomyrmex strigatus Mayr, 1887
- Cyphomyrmex transversus Emery, 1894
- Cyphomyrmex vallensis Kusnezov, 1949
- Cyphomyrmex vorticis Weber, 1940
- Cyphomyrmex wheeleri Forel, 1900